# Wrocław Mikołajów
Wrocław Mikołajów je železniční stanice ve Vratislavi, ležící na trati Wrocław Główny-Poznań Główny, v bezprostřední blízkosti ulice Legnickiej, důležité dopravní tepny.